# Tour Alto
O Tour Alto é um arranha-céu de escritórios em Courbevoie, em La Défense, o distrito comercial da área metropolitana de Paris. 
O edifício fica a 160 m (520 pés) da rua e a 150 m da laje de La Défense, somente em sua fachada leste, para um total de 38 andares. A sua forma arredondada alarga-se gradualmente para cima e prolonga a sua fixação no espaço por um deslocamento de 12 cm para o exterior da viga lateral, em cada piso. Graças a esta forma singular, a superfície dos níveis vai desde 700 m2 no sopé da Torre até 1.500 m2 no topo.
As obras começaram em setembro de 2016 para entrega em 2020.